# DeLisle Stewart
DeLisle Stewart (n. 16 martie 1870, Wabasha⁠(d), Minnesota, SUA – d. 8 februarie 1941, Ohio, SUA) a fost un astronom american.
În anul 1896 a devenit un membru al personalului de la Harvard College Observatory, iar din anul 1898 până în anul 1901 a lucrat la stația observatorului din Arequipa, Peru, unde a realizat plăcile fotografice pe care William Henry Pickering le-a folosit pentru a descoperi unul dintre sateliții lui Saturn, Phoebe. De asemenea, a descoperit nebuloase.
A lucrat la Cincinnati Observatory până în anul 1910, apoi a fondat Cincinnati Astronomical Society.
A descoperit în 18 august 1901 asteroidul 475 Ocllo.
| 1 | 475 Ocllo | 14 august 1901 |